# کمیسیون اعتباری برنامه‌های آموزشی فیزیک پزشکی
کمیسیون اعتباری برنامه‌های آموزشی فیزیک پزشکی یا اختصاراً کمپپ یا CAMPEP (به انگلیسی: Commission on Accreditation of Medical Physics Education Programs) نام یک سازمان حرفه‌ای در کشورهای ایرلند، آمریکا و کانادا است.
وظیفه این سازمان، تنظیم و ترسیم قوانین مربوط به دوره‌های آموزشی فیزیک پزشکی در این کشورها است.

## جستارهای دیگر
- انجمن فیزیک پزشکی آمریکا